# Свято-Покровський жіночий монастир (Лиман)

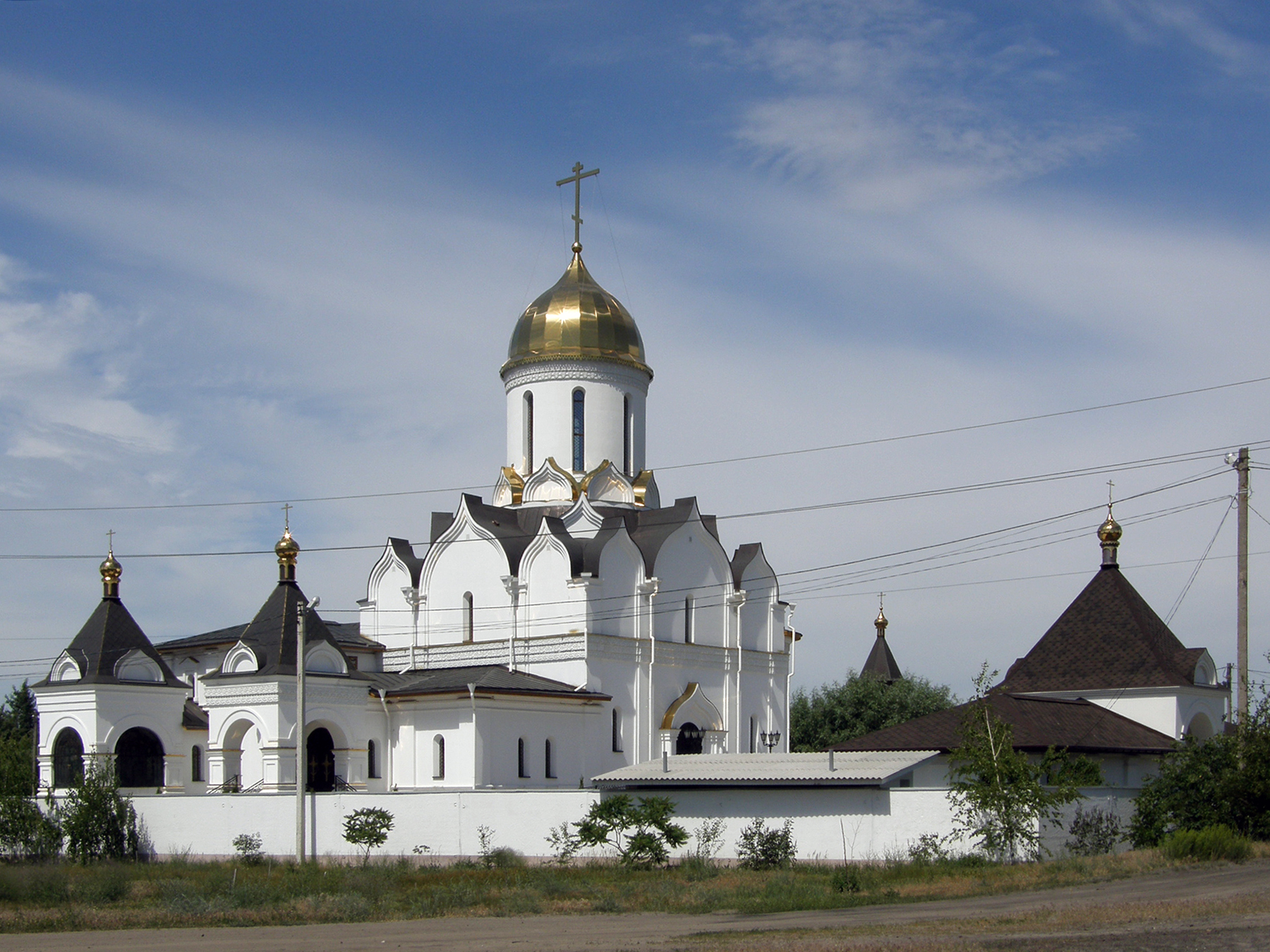
Свято-Покровський жіночий монастир

Свято-Покровський жіночий монастир — монастир Української Православної Церкви, Горлівської та Слов'янської єпархії.

## Історія
У червні 2016 року в місті Лиман, Донецької області був заснований Покровський скит Сергіївського жіночого монастиря.

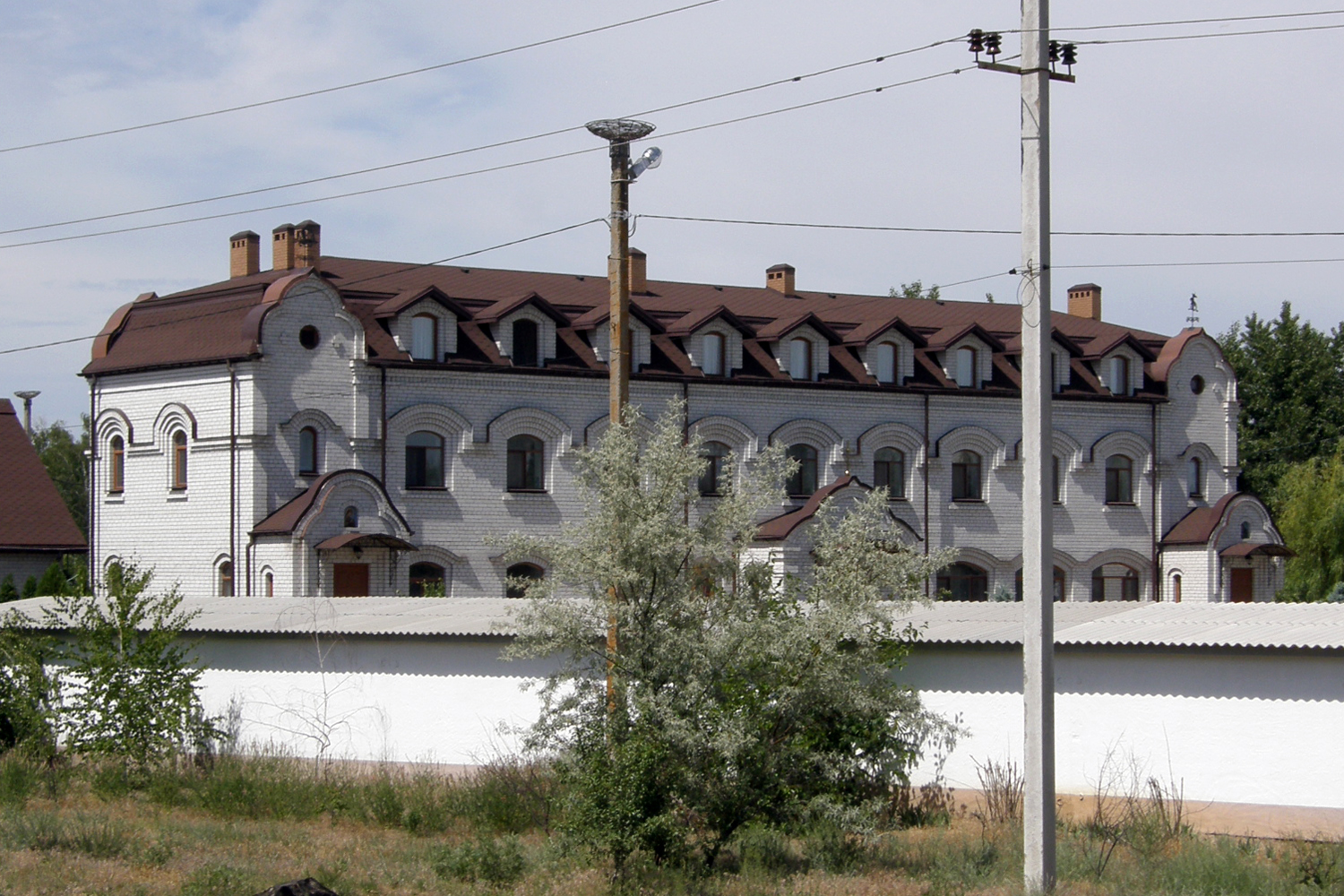
житловий корпус монастиря

Рішенням Священного Синоду Української Православної Церкви від 21 грудня 2017 року на місці Покровського скиту Сергіївської жіночої обителі, розташованого в місті Лиман, утворений монастир. Його настоятелькою в сані ігумені стане старша монахиня Іона (Федорова).
Журнал № 38 Священного Синоду УПЦ від 21 грудня 2017 року: "Благословити:
1) утворити Свято-Покровський жіночий монастир Горлівської єпархії Української Православної Церкви на місці Свято-Покровського скиту Свято-Сергіївського жіночого монастиря (м Лиман Донецької області).
2) прийняти і зареєструвати Статут Свято-Покровського жіночого монастиря Горлівської єпархії Української Православної Церкви (м Лиман Донецької області).
3) затвердити монахиню Йону (Федорову Світлану Павлівну) на посаді настоятельки Свято-Покровського жіночого монастиря Горлівської єпархії Української Православної
Церкви (м Лиман Донецької області) з возведенням її в сан ігумені та покладанням наперсного хреста за посадою ".
У ньому несуть чернечий подвиг 48 насельниць.

## Храми
- Храм Покрова Пресвятої Богородиці

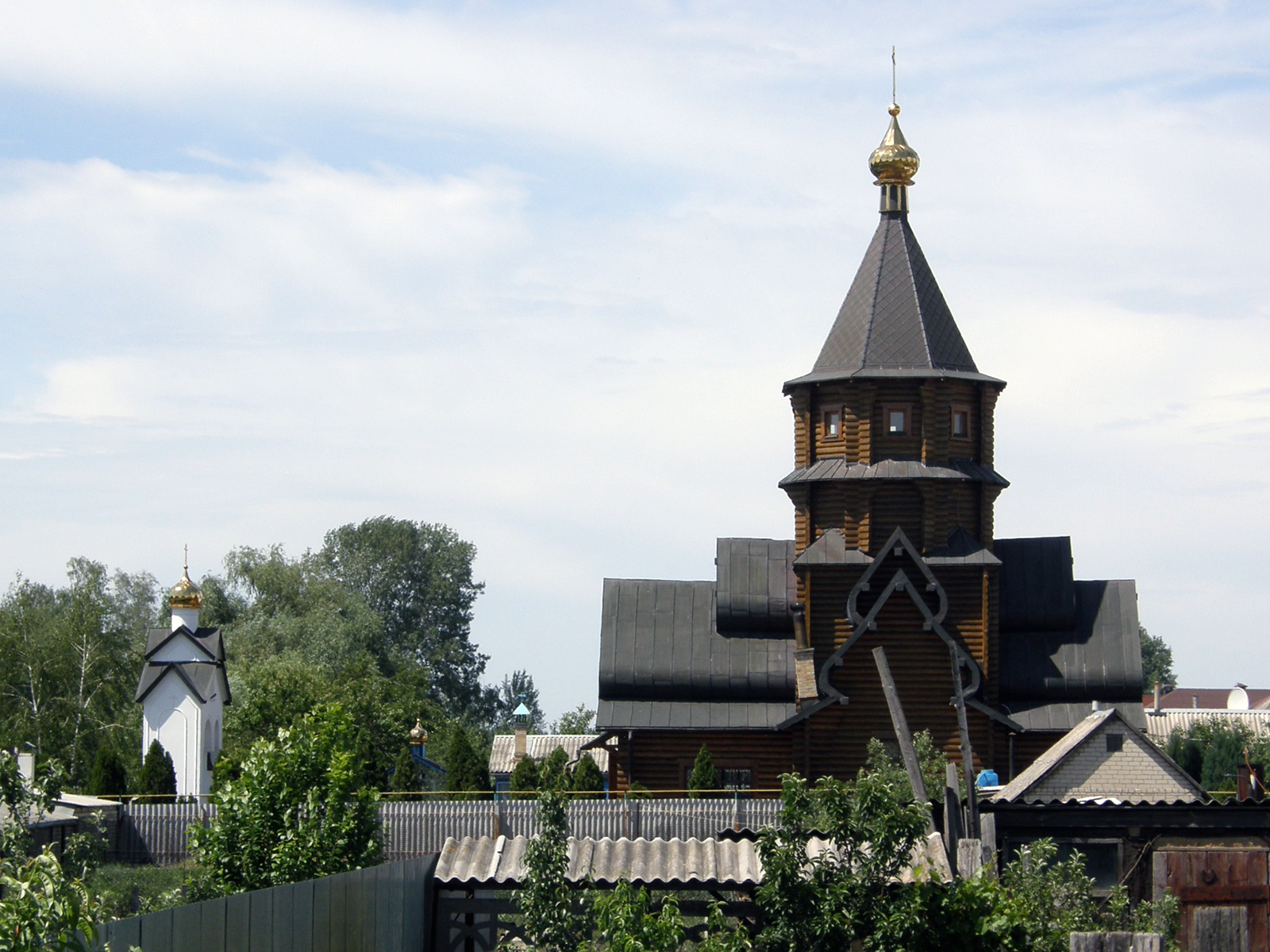
Храм Царствених страстотерпців

- Храм Федоровской ікони Божої матері
- Храм Царствених страстотерпців, освячений на честь канонізованого розстріляного разом із сім'єю російського царя Миколи II